# Plateau basaltico

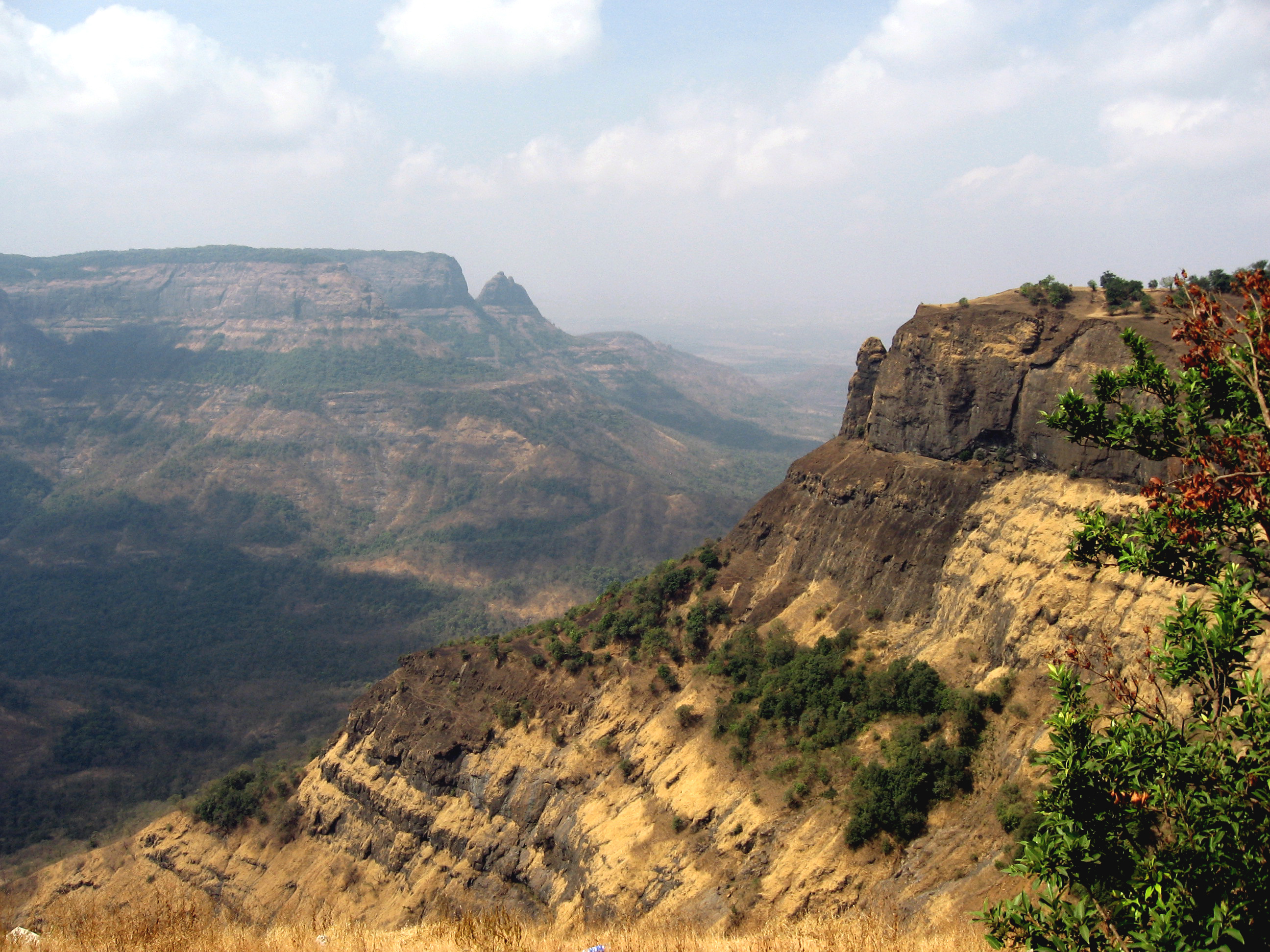
Valle incisa nell'altopiano basaltico del Deccan: si osservi la cima piatta (plateau) e le numerose colate sovrapposte che simulano una stratificazione.

Un plateau basaltico è una vasta porzione della crosta terrestre ricoperta da ampie colate di lava molto fluida, e quindi molto mobile, in grado di espandersi sopra una vasta area pianeggiante e che solidifica quindi in livelli di basalto di spessore metrico. Per la loro maggior resistenza all'erosione, queste zone ricoperte dal basalto danno luogo ad altopiani.
Quasi sempre un plateau è composto dal sovrapporsi di più livelli di colate, originate da varie eruzioni succedutesi nel corso della attività vulcanica presente nell'area.
Uno tra gli esempi più famosi al mondo è l'Altopiano del Deccan, in India.